# Соловьёв, Григорий Никифорович
Григорий Никифорович Соловьёв (1865—1916) — инженер путей сообщения, строитель мостов и преподаватель по их строительству в Российской Империи.
С 1908 года  второй после Л. Ф. Николаи, заведующий кафедрой «Мосты» Института Инженеров Путей Сообщений.
Современниками Григорий Никифорович характеризовался как «большой знаток мостового дела, которому он посвятил всю свою педагогическую и практическую деятельность».
Удостоен за заслуги титулом личного дворянина.
Происхождение:
Григорий Никифорович родился 01.06.1865 года в селе Фединское, Белевского уезда, Тульской Губернии. Отцом был белевский мещанин Никифор Петрович Соловьёв (1835—1914), незаконнорождённый сын дворовой господ Хитрово Софьи Тимофеевой (около 1799 г.р.). Григорий был первенцем от первого брака Никифора Петровича со Ржевской мещанкой Любовью Ивановной Соловьёвой, в девичестве Долгополовой (прим.1840-1869).
Восприемниками при крещении Григория в селе Бакино, Белевского Уезда, Тульской Губернии были Василий Николаевич Хитрово и Соловьёва Варвара Михайловна (ок.1820-1876) домовладелица, жена старшего по матери брата Никифора Петровича — Григория Петровича Соловьёва (1818—1866) в 1864-65 годах бывшего бургомистром Царского Села . Григорий Никифорович, вероятно, в честь старшего брата отца и был назван Григорием.
Учёба:
Начальное образование Григорий Никифорович получил в Белёвской прогимназии, куда был отправлен в возрасте восьми лет в 1873 году, а затем в возрасте двенадцати лет продолжил в Тульской классической гимназии. Там он обучался вместе с В. В. Вересаевым, Н. И. Мерцаловым, его однокашником был П. П. Сушкин. Затем в возрасте 20 лет, 29 июня 1885 года, постановлением мещан города Белева был направлен в физико-математический факультет Московского Университета . Где проучился два семестра, откуда перевёлся сначала в Петербургский Университет в 1888 году (четыре семестра), а затем зачисляется сразу на третий курс в Институт Инженеров Путей Сообщения ИМПЕРАТОРА АЛЕКСАНДРА I-ого . Окончил полный курс последнего в 1891 году по первому разряду.
Всю последующую жизнь прожил в Санкт Петербурге, где занимался различными вопросами мостостроительства, сочетая практическую деятельность с научной и педагогической.
Работа, титулы, награды:
По окончании Института в 1891 году поступает в распоряжение инспектора Фастовской железной дороги, но уже через год переходит в Департамент железных дорог в качестве инженера для технических занятий.
С января 1892 утверждён в звании инженера путей сообщений.
В 1893 назначен членом 1-го отдела Технических совещаний при Департаменте железных дорог.
1894 год — начало педагогической деятельности, преподаватель строительного искусства по курсу мостов в Институте гражданских инженеров. Разработал программу по дисциплине «Мосты».
С февраля 1895 произведён за выслугу лет в титулярные советники со старшинством.
Автор проекта Волховского моста в Новгороде (1897-99)
Участвовал в разработке проекта моста через Енисей (1896).
С мая 1896 произведён за отличие, произведён в коллежские асессоры со старшинством, член Мостовой комиссии Инженерного совета.
С марта 1897 штатный преподаватель Института Инженеров Путей Сообщений.
С августа 1899 он инженер VII класса и в качестве эксперта готовит заключения и наблюдает за постройкой ряда мостов в Петербурге.
С 1898 по 1903 годы участвовал в комиссии по постройке Троицкого моста.
Разработал проект совместно с М. Б. Богуславским моста через реку Великую во Пскове (1900), которому было дано предпочтение на конкурсе проектов и полное окончание строительства этого моста датируется 1911 годом.
В 1900 году защитил диссертацию «О динамических действиях подвижного груза на упругие конструкции». Официальными оппонентами выступали профессора Л. Ф. Николаи и С. К. Куницкий. В дискуссии приняли участие профессор Н. А. Белелюбский, инженеры Н. Н. Митинский, С. Ю. Пистолькорс и другие.
В том же 1900 году пожалован кавалером ордена Св. Станислава III степени и утверждён в звании адъютанта Института Инженеров Путей Сообщения.
С июне 1901 года произведён в коллежские советники, а затем с декабря экстраординарным профессором Института Гражданских Инженеров.
С ноября 1902 года назначен членом экзаменационной комиссии Института Инженеров Путей Сообщения.
В апреле 1903 года пожалован кавалером ордена Св. Анны III степени. В этом же году, опять, назначен членом экзаменационной комиссии Института Инженеров Путей Сообщения. В этом же году выходит его учебник «Курс мостов».
В мае 1904 года произведён, за отличие, в статские советники.
1905 году пожалован кавалером ордена Св. Станислава II степени. В этом же году, так же, назначен членом экзаменационной комиссии Института Инженеров Путей Сообщения.
В 1906 году входил в состав комиссии по выработке норм для расчёта городских мостов в Петербурге.
В 1907 году пожалован кавалером ордена Св. Анны II степени.
Участвовал консультантом в постройке Охтинского моста (1907-11)
Участвовал в постройке моста через Волчье Горло Днепра у Кичкаса (1908)
С февраля 1909 года — экстраординарный профессор Института Инженеров Путей Сообщения, становится заведующим кафедрой «Мосты».
В этом же 1909 году давал заключение по проектам на постройку Дворцового моста.
С 1911 член комиссии по наблюдению за составлением проекта Дворцового моста.
В этом же 1911 году в апреле месяце пожалован кавалером ордена Св. Равноапостольного Князя Владимира III степени.
С 1912 года — ординарный профессор Института Инженеров Путей Сообщения, статский советник и личный дворянин за заслуги.
Расчёты береговых опор Финляндского моста, руководство проектом Рижского разводного моста через реку Екатерингофку (1912)
Григорий Никифорович давал заключения многим проектам сооружений, в частности мостов через Волгу у Свияжска и Симбирска.
С 1913 года Г. Н. был поручен общий надзор за рассмотрением «проектов искусственных сооружений», член Инженерного совета Министерства Путей Сообщения.
В апреле 1914 получил чин действительного статского советника. И далее принимал активное участие в строительстве Дворцового моста.
Неоднократно выступал в качестве докладчика. Например по проекту моста через Волгу у Саратова.
Адреса проживания в Санкт-Петербурге:
Адреса проживания в Санкт-Петербурге:
Григорий Никифорович Соловьёв проживал в Санкт-Петербурге первоначально в районе Лесотехнической Академии будучи студентом, затем со своей семьёй в Измайловском Полку (ныне Адмиралтейский район) сначала на 1-й Роте (ныне Красноармейская) дом 8 кв.5, а затем на 2-й Роте дом 16 кв.5.
Семья:
Семья:
Жена — Александра Артемьевна Соловьёва (девичья фамилия Власова, в первом замужестве Касаткина) годы жизни 1877—1920. Погибла во время голода в Петрограде.
Совместно с супругой они имели пятеро детей.
Дети и внуки:
Вера Григорьевна (17.08.1894- 19.05.1969) пианистка, музыкальный теоретик, директор Театрального музея имени А. С. Пушкина в годы Блокады Ленинграда.
Александра Григорьевна (04.06.1896-1942) Родила в 1929-м году сына Игоря (отец Александр Веснин). Погибла в Блокаду на посту Водоканала.
Елена Соловьёва (в замужестве Шурыгина) родилась 27.01.1898 была балериной, как и Александра погибла в Блокаду так же в 1942-м году.
Всеволод Григорьевич (14.03.1900- 07.1981) жил и работал в Таллине.
Владимир Григорьевич (15.10.1905- 29.06.1966) у которого в 1938 году родилась дочь Лидия Владимировна. В замужестве Шевченкова- солистка балета "Интурист","Ленконцерт".
Родная сестра жены Григория Никифоровича Александры Артемьевны Мария Артемьевна Власова была женой Владимира Эрнестовича Эндера, сына Эрнеста Эндера директора Ботанического Сада в Санкт-Петербурге. В браке у них было четверо детей: Борис, Георгий, Мария и Ксения.
Родная сестра жены Григория Никифоровича Александры Артемьевны Мария Артемьевна Власова была женой Владимира Эрнестовича Эндера, сына Эрнста Эдуарда Эндера  главного садовника Ботанического Сада в Санкт-Петербурге. В браке у них было четверо детей: Борис, Георгий, Мария и Ксения.
Борис Владимирович Эндер (двоюродный брат детей Григория Никифоровича) был известным художником-авангардистом.
Смерть:
Умер от уремии 29.06.1916 г.
Похоронен на Смоленском кладбище Санкт Петербурга.
Ссылки:
Журнал «Зодчий» 1916 № 52 статья «Г. Н. Соловьёв (к полугодию со дня кончины)».
Журнал «Транспортное строительство» 1999 год № 10 статья Г. И. Богданова- Инженер Путей Сообщения Григорий Никифорович Соловьёв (к 190-летию со дня основания государственного университета путей сообщений)
Метрические книги:
Ревизские сказки деревни Каратеева за 1850/58 годы; города Белев за 1858 год;метрическая книга Златоустовской церкви села Бакина,Белев за 1865год

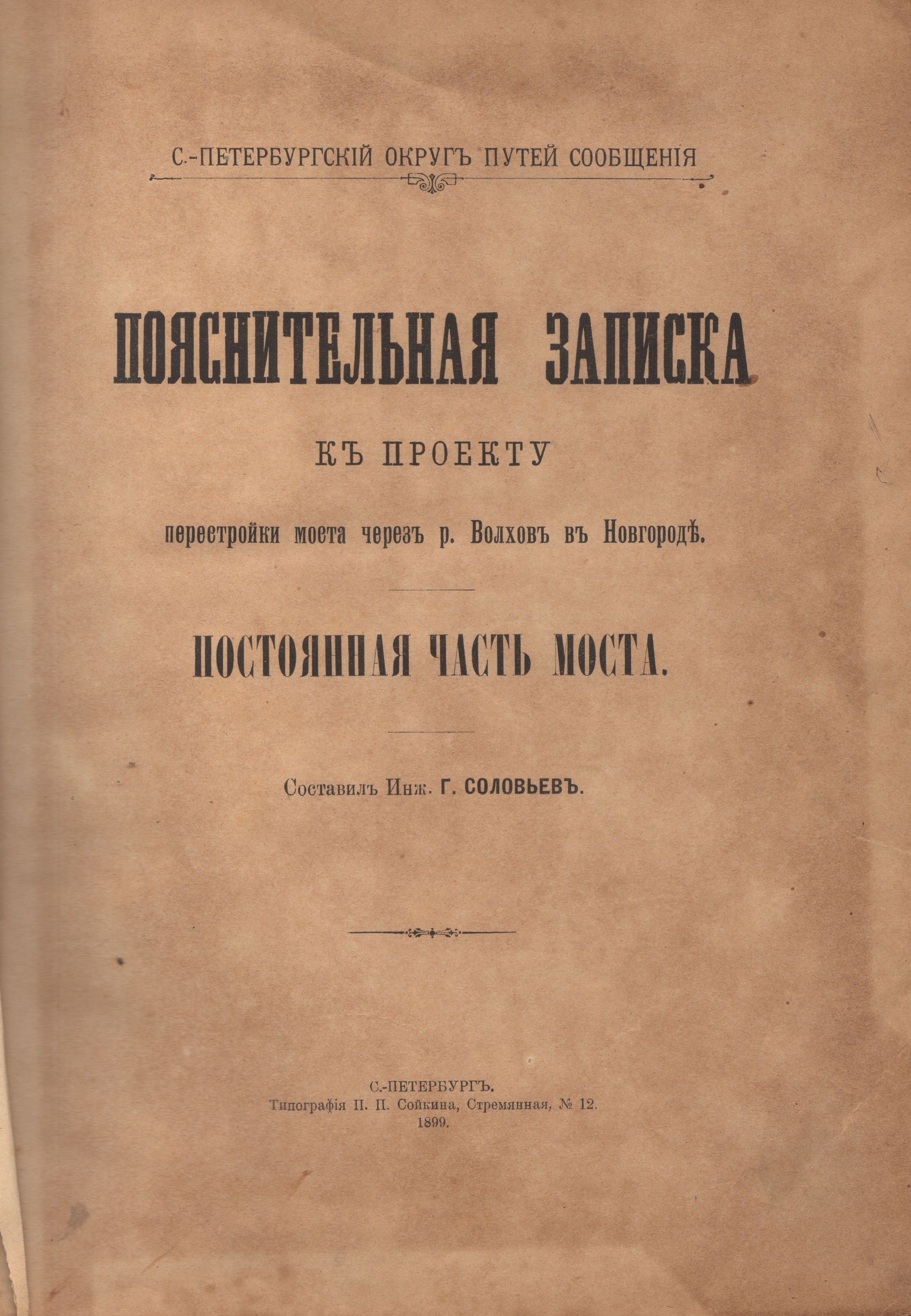

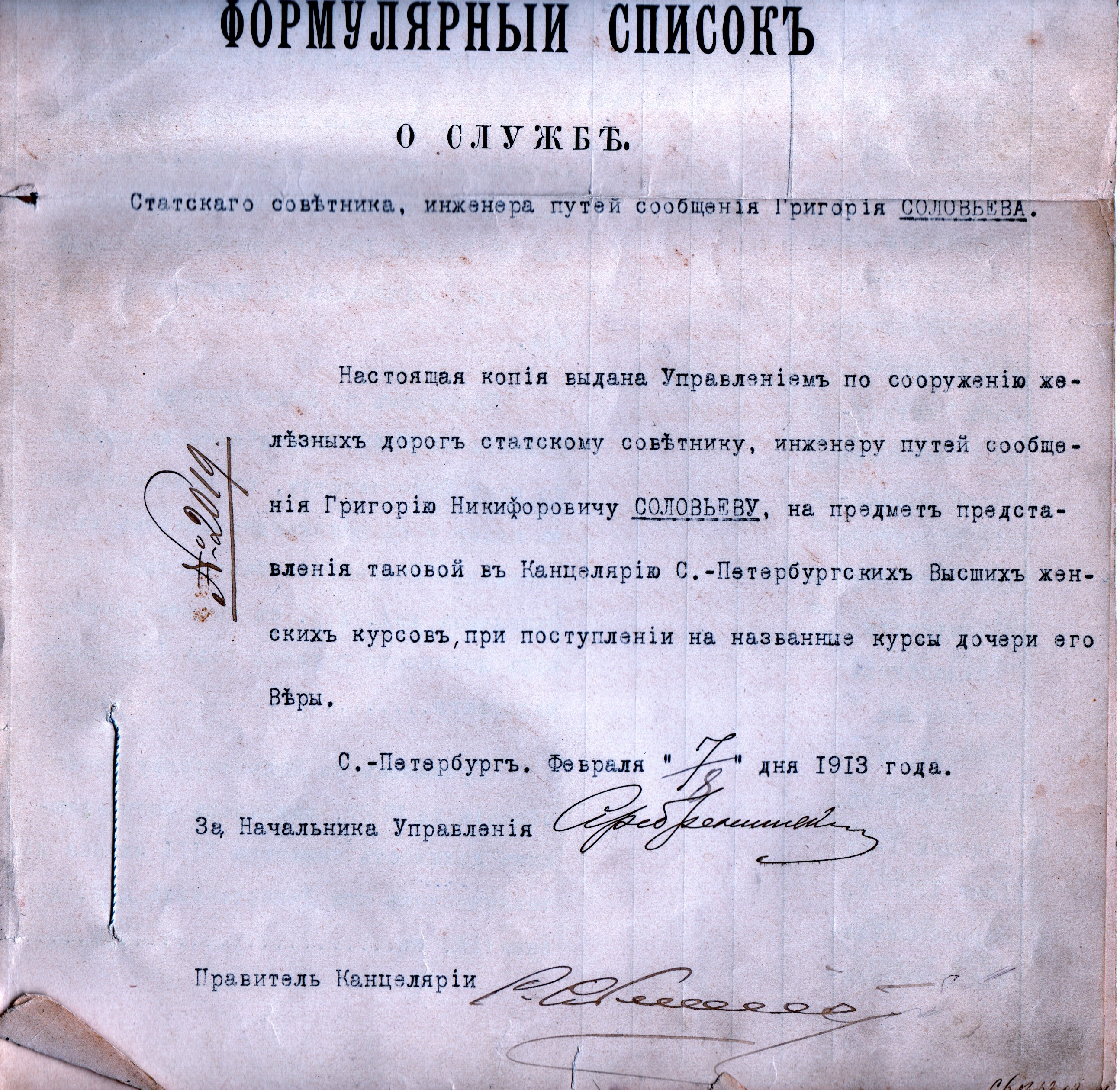

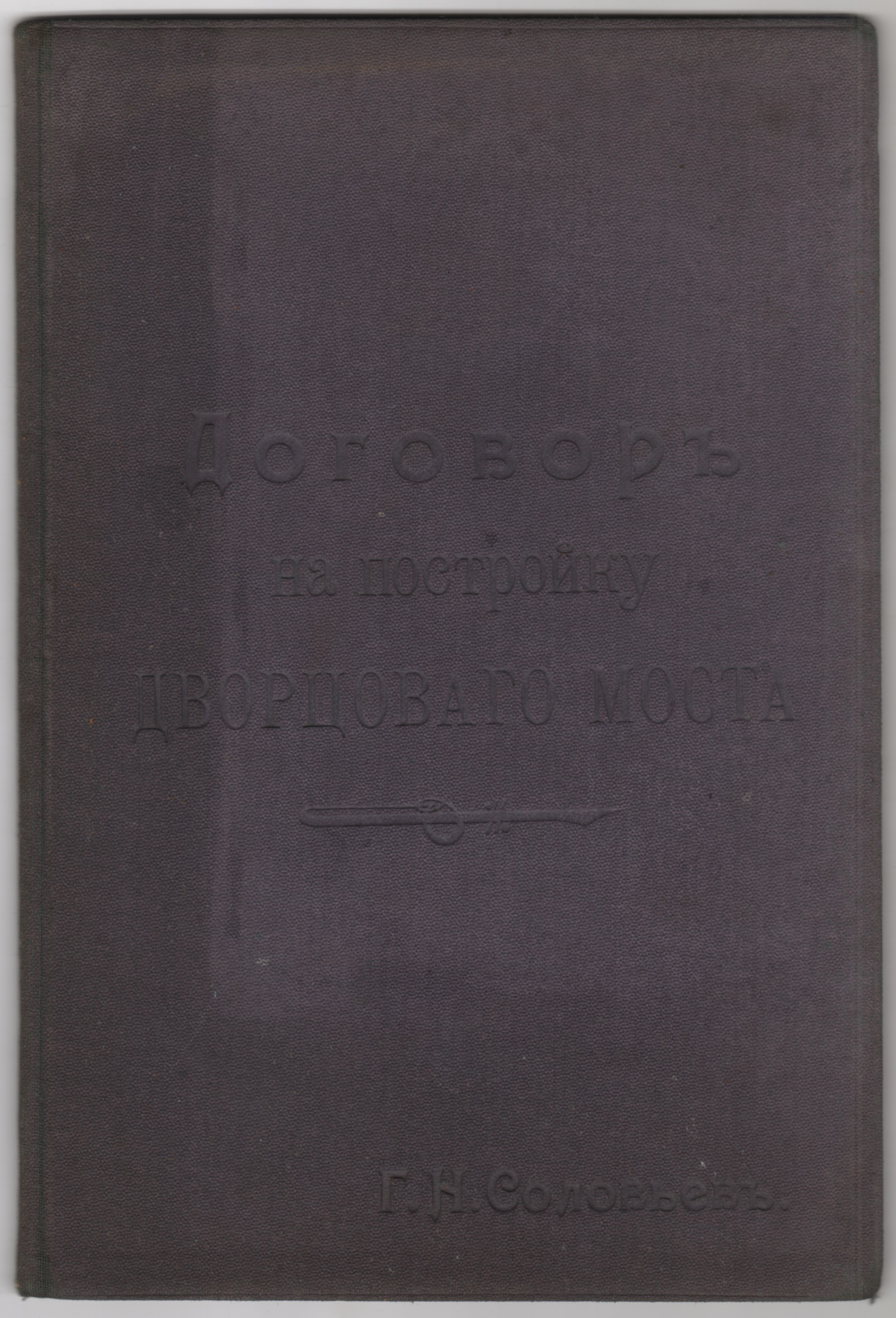

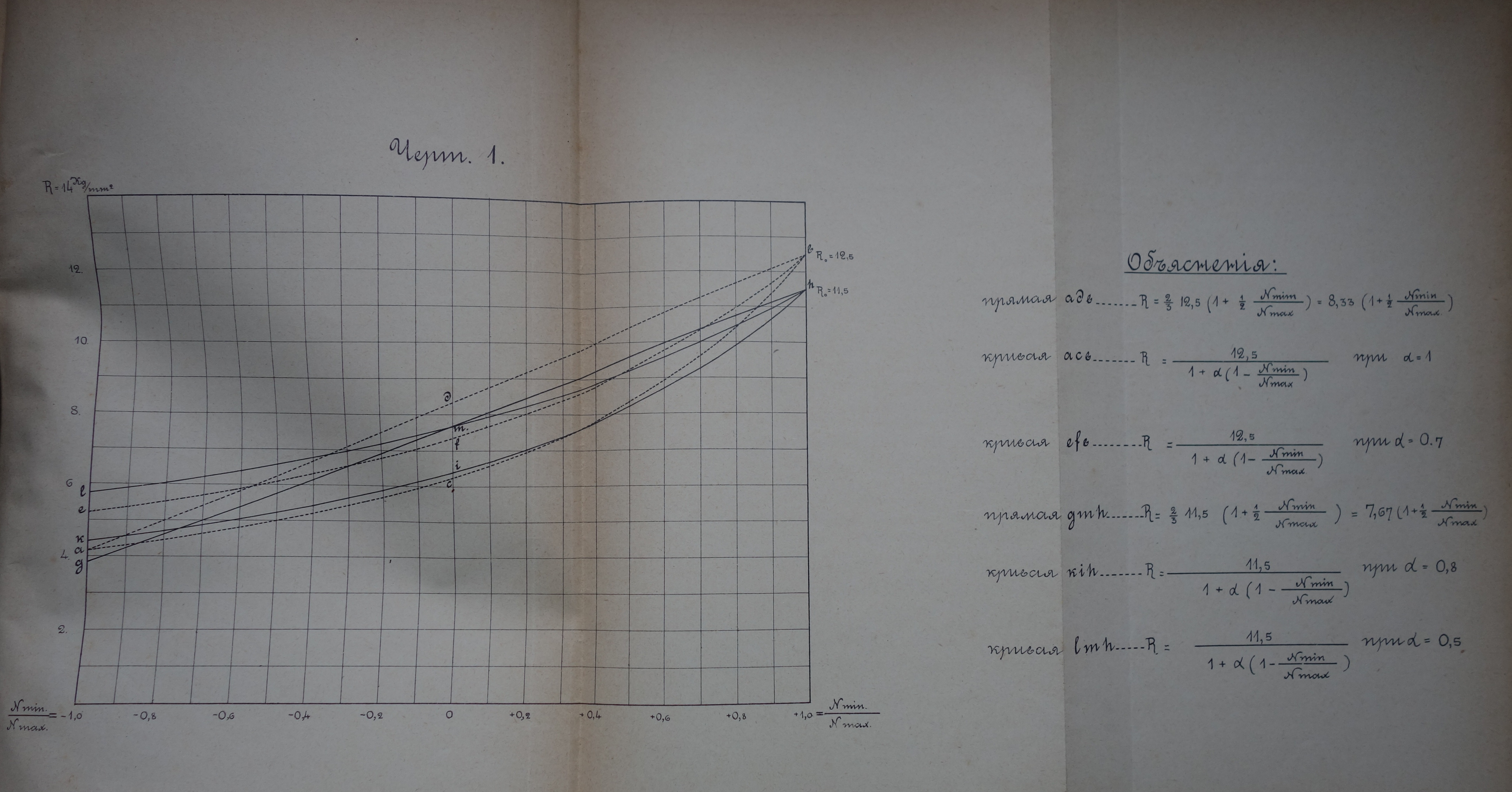
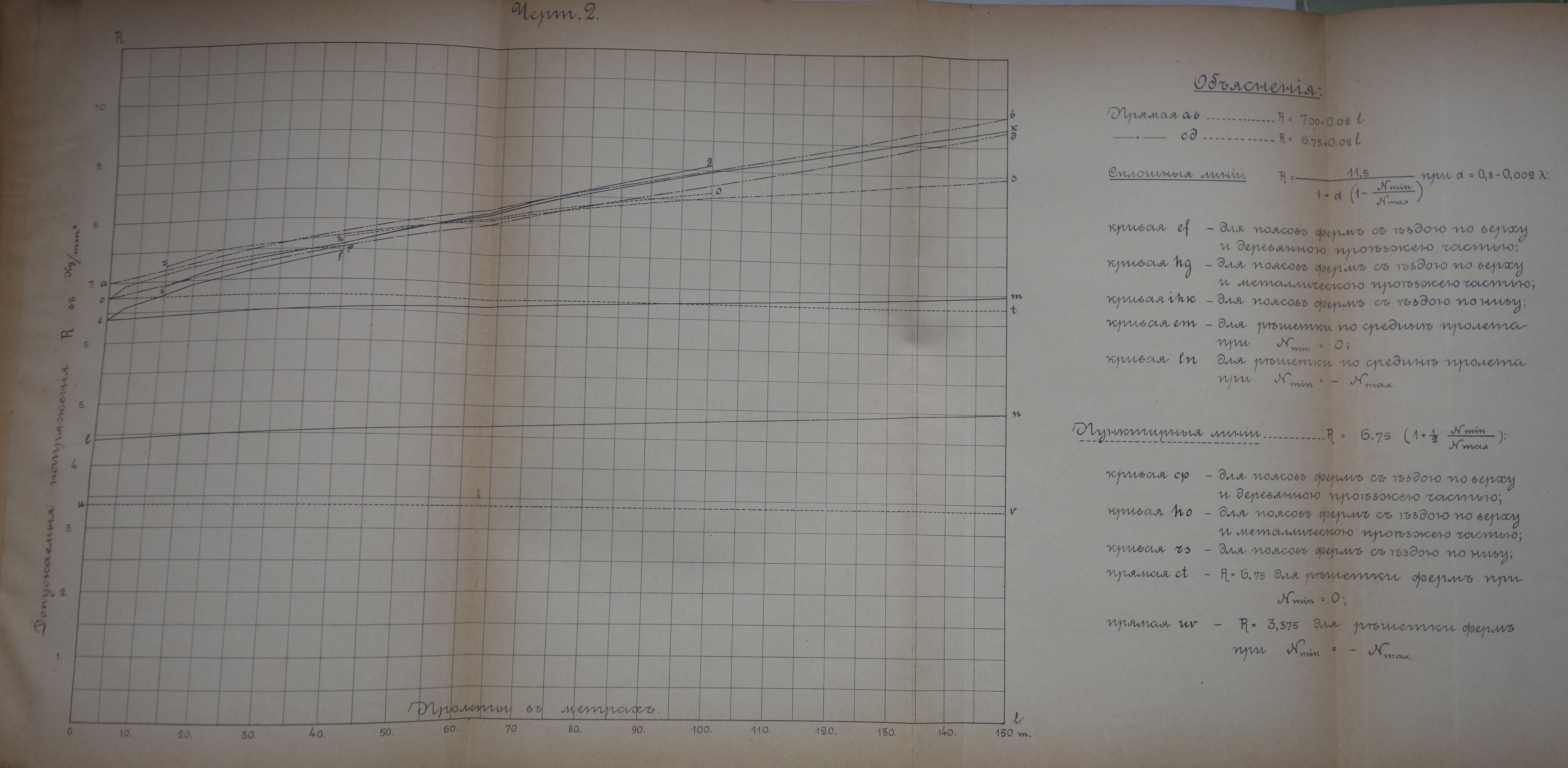
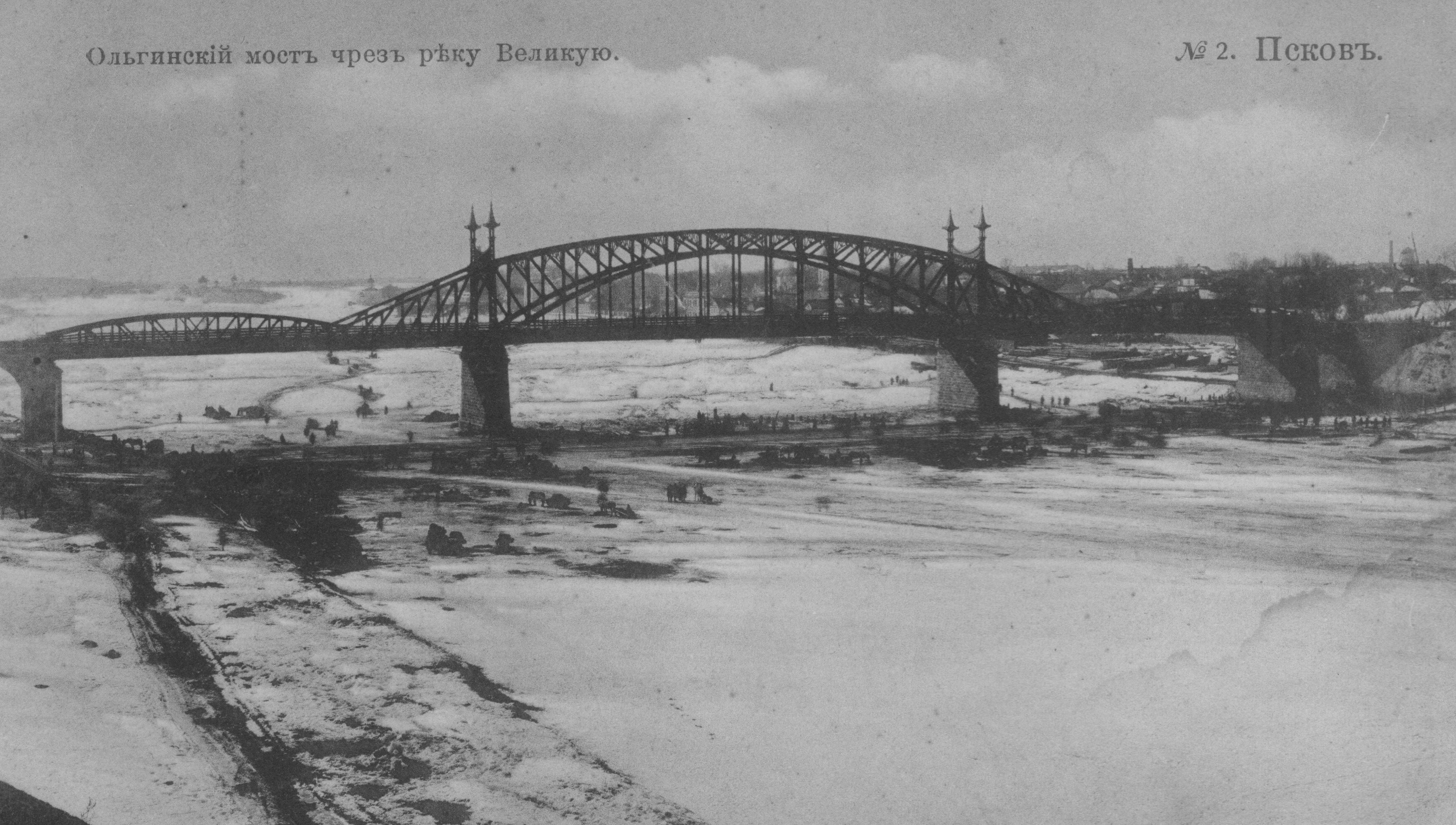
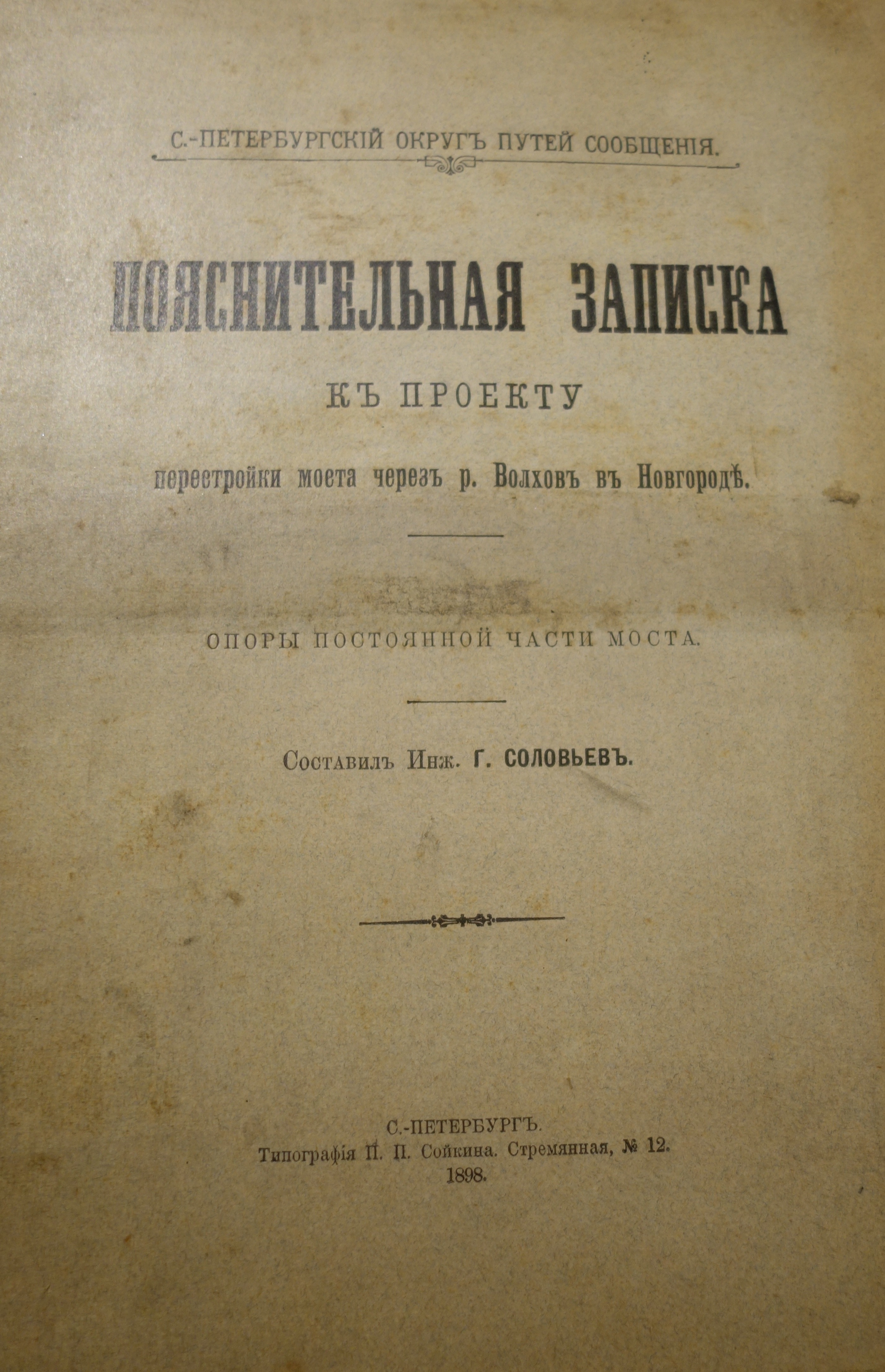
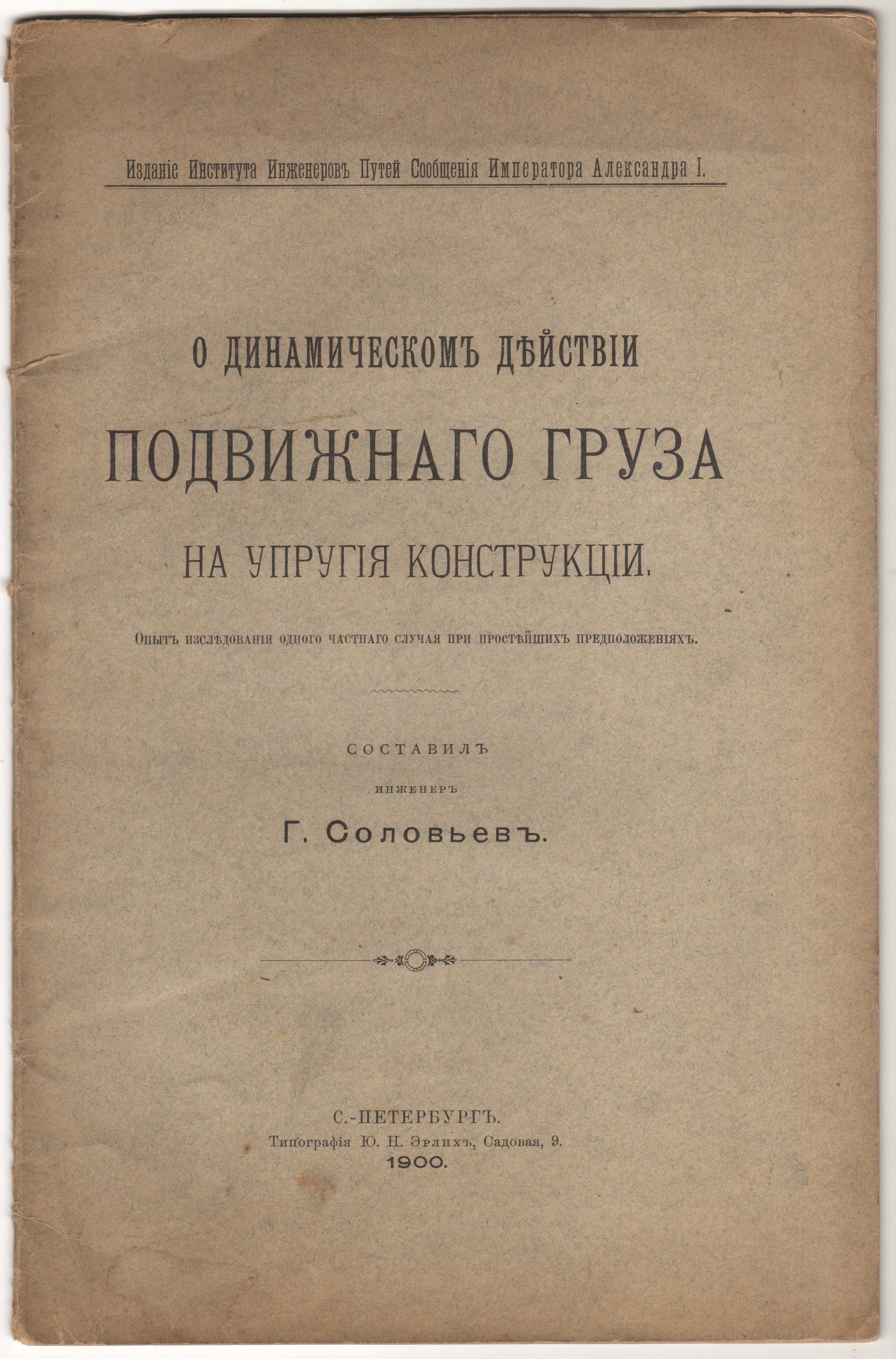
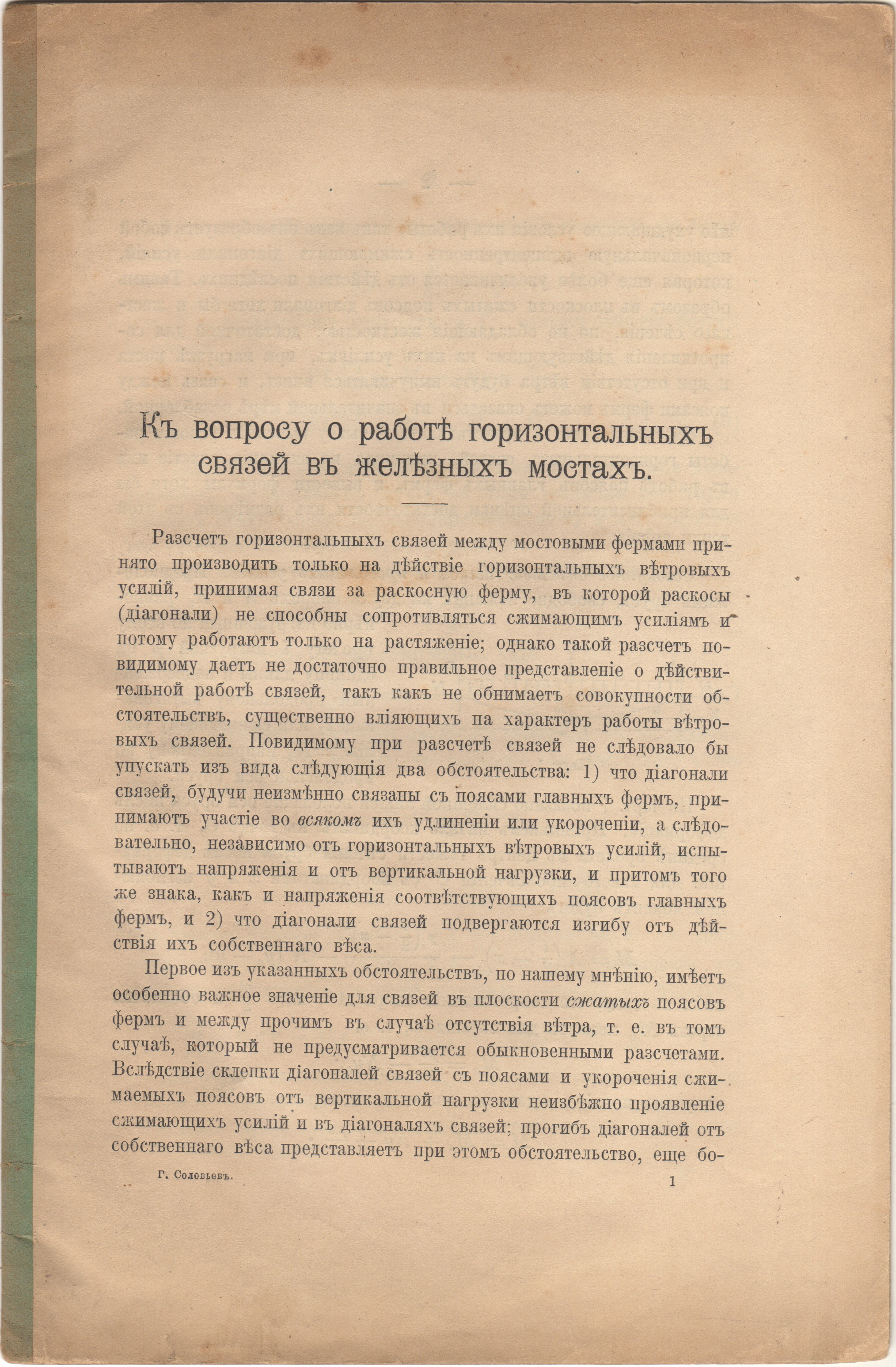
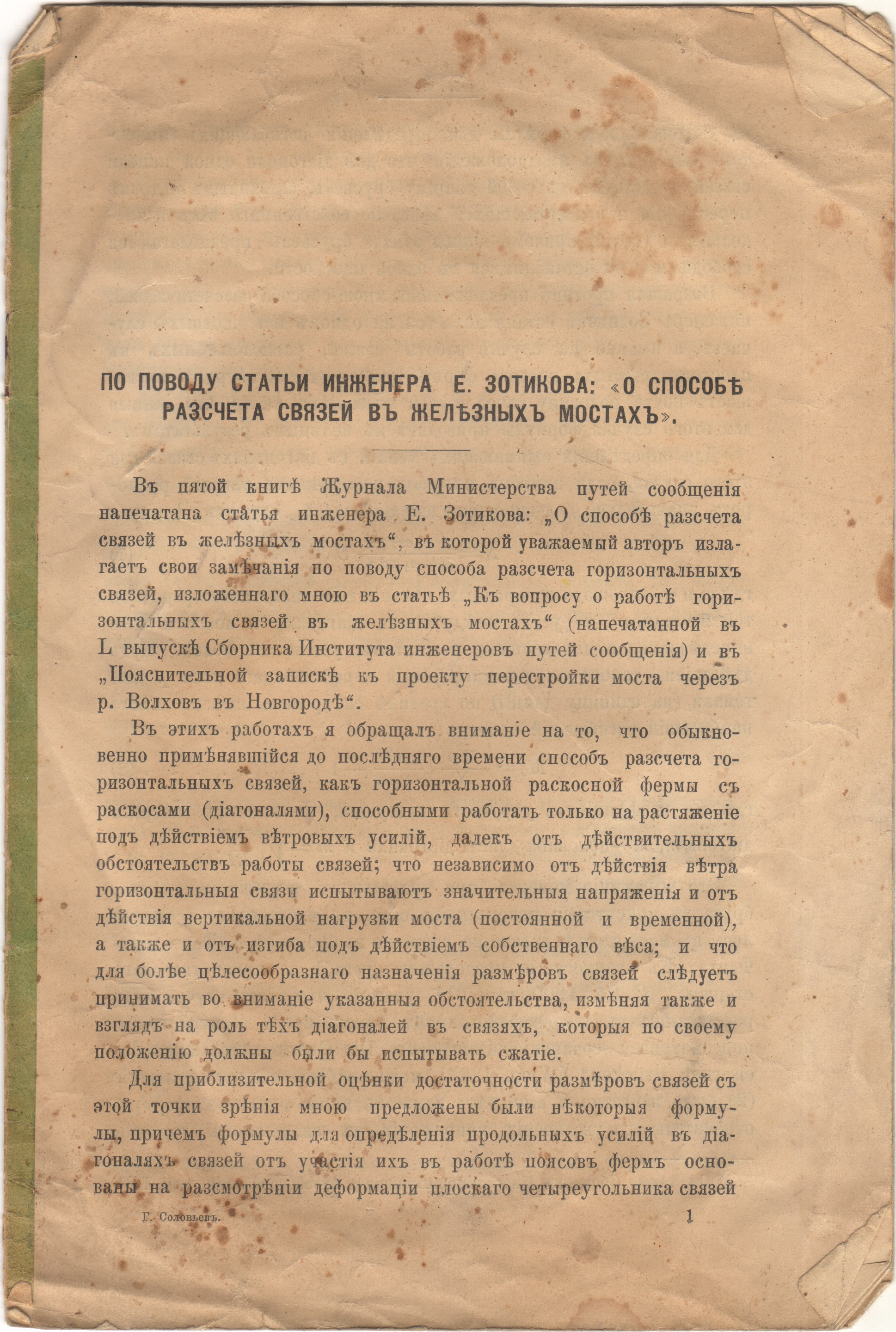
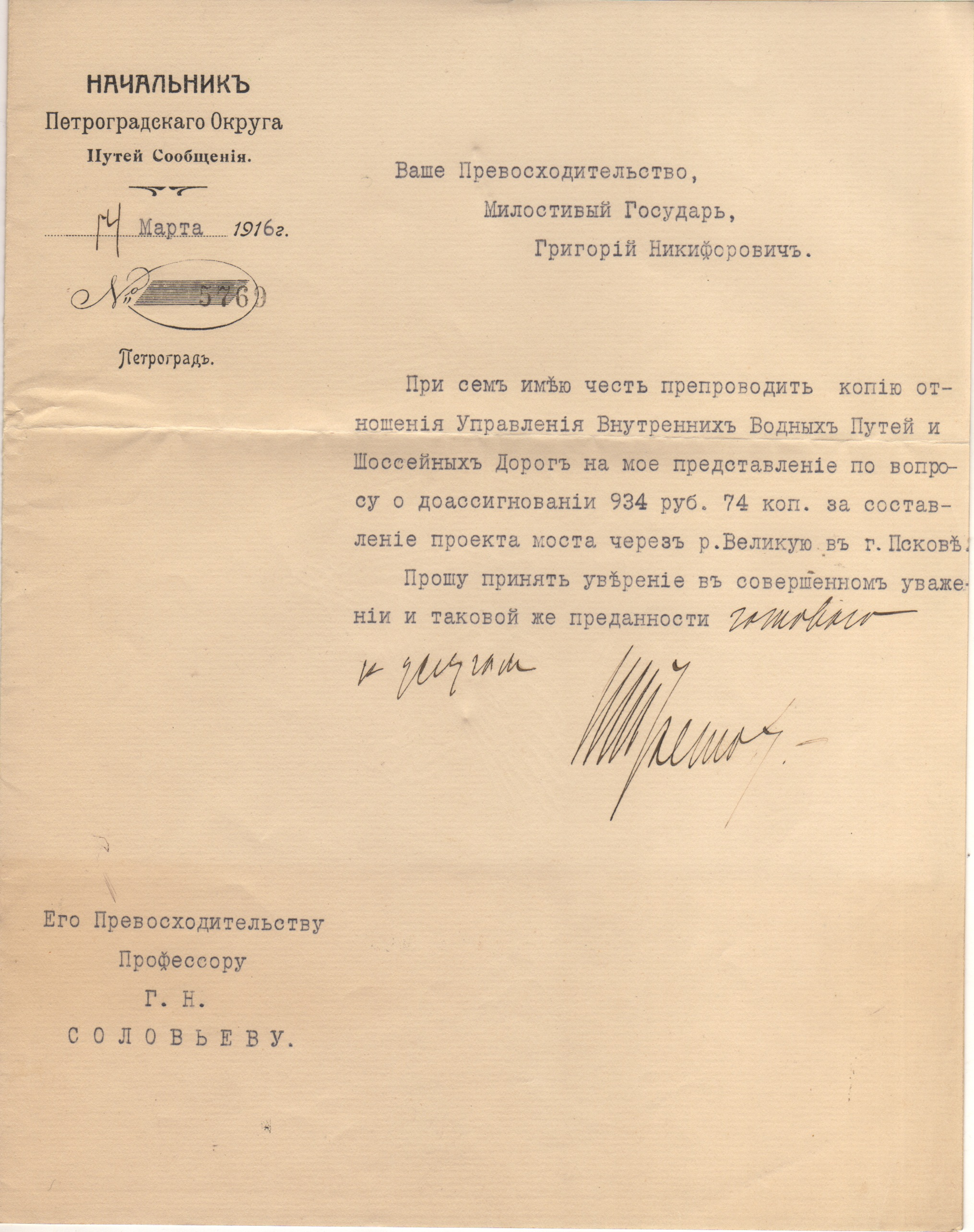
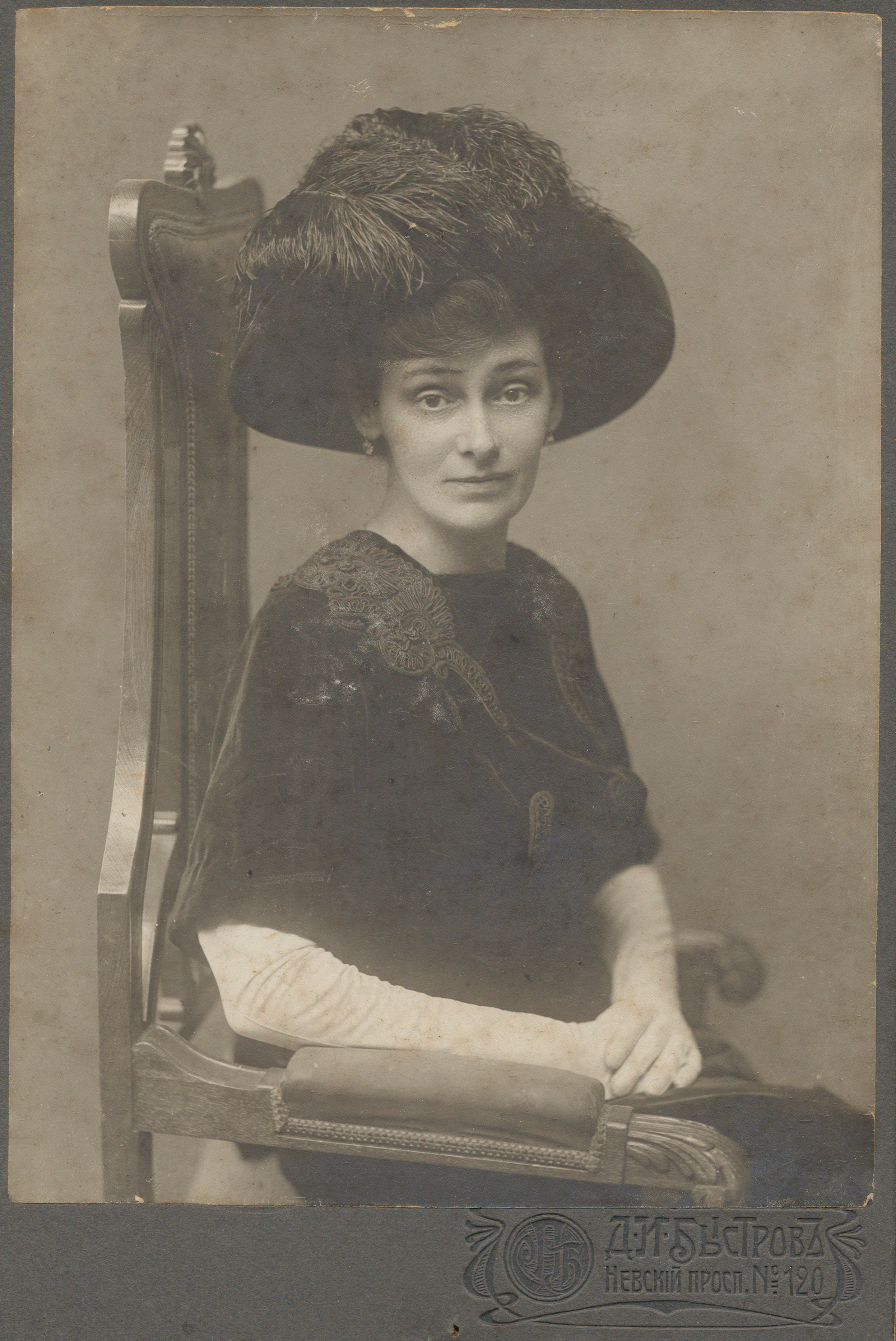
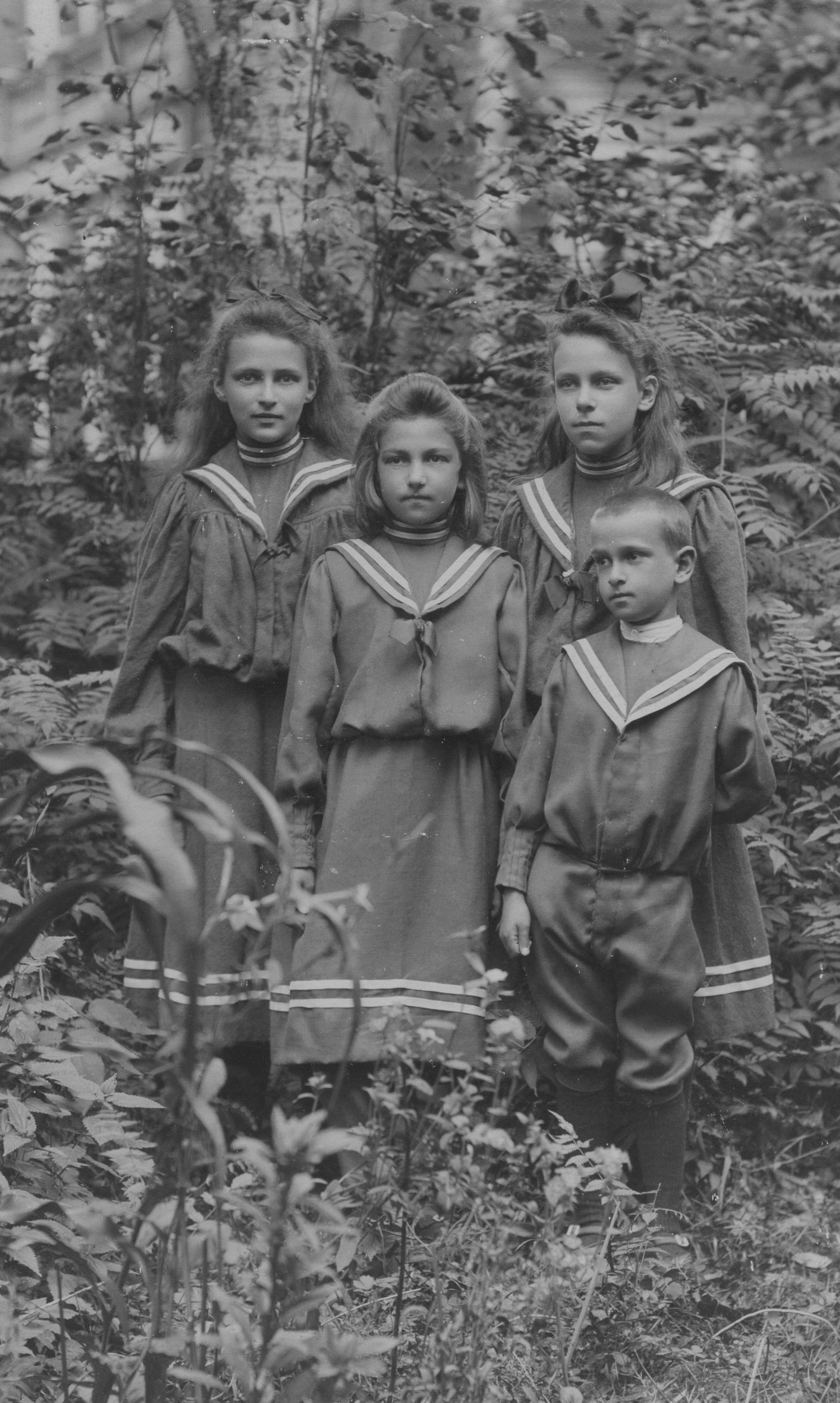